# Theatrum Pictorium

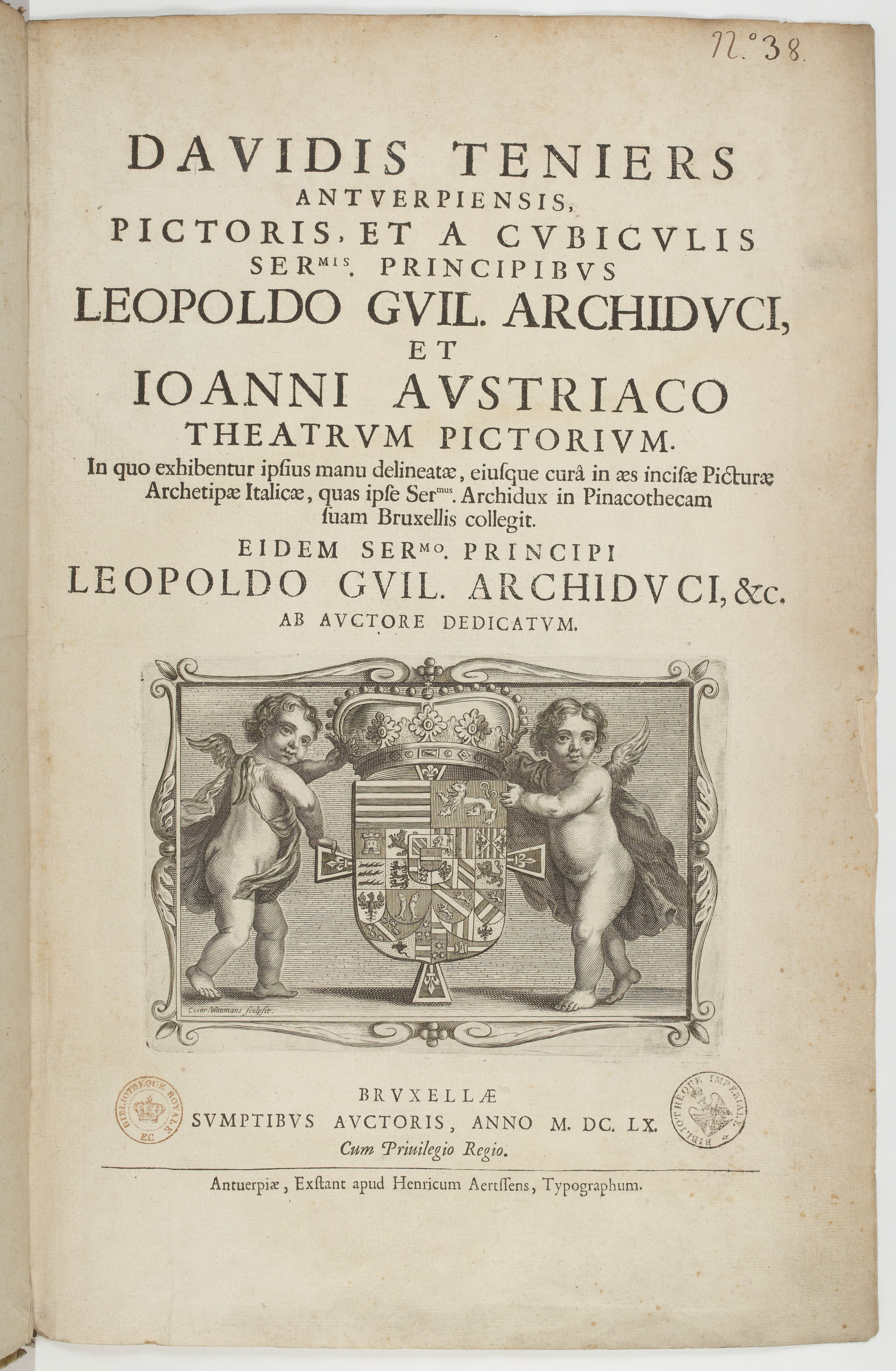
Coenraet Waumans. Página de título de la primera edición del Theatrum pictorium, Bruselas, 1660. Bibliothèque nationale de France

Theatrum Pictorium (El teatro de pinturas) es el título de una colección de grabados publicada por David Teniers el Joven en Bruselas en 1660, varias veces reimpresa.
La obra está formada por una serie de 243 grabados de reproducción de otras tantas pinturas italianas de la colección que el archiduque Leopoldo Guillermo de Habsburgo había reunido en Bruselas durante su estancia como gobernador de los Países Bajos españoles, de las que Teniers hizo copias reducidas o modellos —los llamados pastiches— para ser utilizados por los grabadores entre los que se repartió el trabajo. Las pinturas acompañaron al archiduque a Viena cuando este renunció por motivos de salud al cargo en 1656 y acabarían constituyendo el núcleo fundacional del Kunsthistorisches Museum. La primera edición del Theatrum Pictorium, que puede considerarse como el primer catálogo ilustrado de una colección de pintura, llevaba prólogo en flamenco, latín, francés y español, para facilitar su difusión. Una segunda edición latina salió en Amberes en 1673, llevando, a diferencia de la primera, las estampas numeradas. Hubo otras ediciones posteriores, incluso avanzado el siglo XVIII.

## La colección de pinturas del archiduque Leopoldo Guillermo
El archiduque Leopoldo Guillermo reunió en Bruselas, donde hizo su entrada el 11 de abril de 1646, una de las más importantes colecciones de pintura de su tiempo, con predilección por la pintura italiana y, dentro de ella, la escuela veneciana, que había tenido ocasión de admirar durante su estancia en Madrid. No puede sorprender que algunas de las obras más estimadas de su colección (Dánae, Diana y Calisto, Diana y Acteón) sean copias de obras de Tiziano pertenecientes a la colección de sus parientes españoles. Sus aficiones artísticas eran ya conocidas cuando llegó a Bruselas, pero el conde de Arundel, tras visitarlo en Viena en 1636, anotó que había visto en su poder solo «unas pocas pinturas». Será como gobernador de Flandes cuando despliegue con intensidad sus aficiones coleccionistas y el papel de mecenas. La gran oportunidad de hacerse con un conjunto importante de pintura italiana se la iba a proporcionar la ejecución del duque de Hamilton por el parlamento de Inglaterra en 1649. Hamilton había tenido la ocasión de comprar importantes colecciones venecianas, entre ellas en 1638 la de Bartolomeo della Nave, adquirida de acuerdo con Carlos I de Inglaterra, que se reservaba el derecho de quedarse con las mejores piezas, aunque al llegar las pinturas a su destino el rey no pudo hacer frente a los pagos y la colección íntegra pasó a poder de Hamilton. En 1643, al ser confiscados sus bienes por el parlamento de Londres, se inventariaron en su poder seiscientas pinturas, de las que más de trescientas pertenecían a la escuela veneciana. En torno a cuatrocientas piezas de la colección de Hamilton iban a figurar más tarde en los inventarios de la colección de Leopoldo Guillermo. Pero si los maestros venecianos formaban el núcleo principal de la colección (en el inventario hecho en Viena en julio de 1659 figuraban, por citar algunas, 45 obras de Tiziano, 22 de Tintoretto y 13 atribuidas a Giorgione) no faltaban en ella obras de maestros flamencos tanto antiguos como modernos, tales como Jan van Eyck, Gerard David, Hans Memling, Rubens, Anton van Dyck, Antonio Moro, Gerard Seghers o Jan Gossaert; alemanes, como Alberto Durero, Christoph Amberger y Hans Holbein el Joven, unos pocos holandeses, un francés (Georges de la Tour) y dos anónimos españoles, aparte de José de Ribera, a quien se catalogaba como italiano: un bodegón procedente de la colección del duque de Hamilton, en la que se describía como «una pieza de unas manzanas, cántaro, una botella roja, de Labrador», y el retrato de Felipe IV del taller de Velázquez, número de inventario 324 del Kunsthistorisches Museum.
El interés del archiduque por dar a conocer sus gustos artísticos y la riqueza de su colección es anterior a la edición del Theatrum Pictorium, como ponen de manifiesto las famosas Galerías de pinturas de David Teniers II, de las que se conocen once versiones pintadas —las que llevan fecha— entre 1651 y 1653. Concebidas para obsequiar con ellas a otros gobernantes, los gabinetes de pinturas de Teniers introducían una importante novedad en un género pictórico, el de las Preziosenwände (paredes de tesoros), constcamer o gabinetes de arte y curiosidades, practicado casi exclusivamente en Amberes, donde el género había sido creado poco antes por Frans Francken el Joven y Jan Brueghel el Viejo. Al contrario de lo que ocurre en los gabinetes de coleccionistas pintados por estos, en las galerías de Teniers no hay intención alegórica o moralizante. Los personajes representados son retratos del archiduque y del propio Teniers como conservador de la colección, con algunos miembros de la corte o visitantes aficionados a las artes, perfectamente identificables algunos de ellos, como el conde de Fuensaldaña, que participó en la adquisición de pinturas para Leopoldo Guillermo en Inglaterra, y las pinturas representadas son todas ellas copias de obras pertenecientes al archiduque, aunque en su disposición en las saturadas paredes podría haberse sacrificado el retrato fiel del estado de la colección en un determinado momento para presentar el mayor número de pinturas posible a la vez que preservar algunas reglas convencionales de la composición y la perspectiva.

## ElTheatrum Pictorium

### Grabadores
De los grabados abiertos a partir de las copias de Teniers se encargaron Jan van Troyen, que firmó el frontispicio y otros cincuenta y cinco grabados, entre ellos varios de los que podían revestir mayor complejidad por el número de personajes, como Cristo con la viuda de Naím del Veronés, la Ascensión de Cristo de Leandro Bassano, Los tres filósofos de Giorgione, o Jesús entre los doctores del templo de José de Ribera; Lucas Vorsterman II, a quien corresponden cincuenta y dos de las estampas, entre ellas el retrato de Teniers; Peter van Liesebetten, que firmó cuarenta, Quirin Boel, responsable de otras veintinueve, Theodor van Kessel, autor de veintisiete; Johannes Popels, que lo es de nueve, Conrad Lauwers y Remoldus Eynhoudt, que firman dos de las estampas cada uno, y Wenceslaus Hollar, representado con una. Además, veintiséis de las láminas de reproducción llevan la firma de Nikolaus van Hoy como autor de los dibujos —y en algún caso también del grabado abierto a partir de sus dibujos— lo que podría explicarse por la renuncia del archiduque al cargo de gobernador y su salida de Bruselas en mayo de 1656, llevándose algunos cuadros de su colección que a Teniers no le habría dado tiempo a copiar. Van Hoy acompañó a Leopoldo Guillermo a Viena, como consta por su firma en el grabado que cierra la serie, en el que está representada la Galería Stallburg, con la instalación de la colección del archiduque una vez establecido en Austria, y allí pudo hacer los dibujos, grabados posteriormente por Franciscus van der Steen y Jan van Ossenbeeck, para enviarlos a Amberes y que pudiesen ser incluidos en el álbum. Por último, La Virgen con el Niño, san Juan y un ángel de Procaccini, del que no hay copia de Teniers, lleva la firma de Dominicus Claessens como autor tanto del dibujo como del grabado.

### Ediciones
De la primera edición, fechada en Bruselas en 1660, se hicieron distintas tiradas con página de título y preliminares en latín, francés, español y flamenco a costa del propio Teniers, encontrándose a la venta en Amberes en casa del editor Hendrick Aertssens y del hermano de Teniers, Abraham. Una segunda edición en latín, a cargo de la viuda de Abraham Teniers, Amberes, 1673, se distingue de la primera por llevar numeradas las estampas, como en las posteriores de Henricus y Cornelius Verdussen y Jacob Peeters, también en latín, Amberes, 1684. Nuevas ediciones se hicieron hacia 1692 y en 1755, esta en francés y con distinta página de título.

### Relación de obras
La relación de grabados ofrecida a continuación, confrontados con los cuadros originales cuando se conservan y, en caso contrario, con los pastiches de Teniers, sigue el ejemplar del Getty Research Institute, correspondiente a la segunda edición latina publicada en Amberes en 1673, que, a diferencia de la primera edición aparecida en Bruselas en 1660, lleva numeradas las estampas. 
| grabado | pintura (modelo) | catálogo n.º | grabador                                                       | medidas asignadas en el grabado (palmos) | título atr. actual / atr. grabado | fecha                        | colección | colección ID n.º |
| ------- | ---------------- | ------------ | -------------------------------------------------------------- | ---------------------------------------- | --- | ---------------------------- | --- | ---------------- |
|         |                  | Frontispicio | Jan van Troyen                                                 |                                          | David Teniers el Joven | 1670                         | Colección privada |                  |
|         |                  | 2            | Jan van Troyen                                                 | 12 alta 6 lata                           | Santa Margarita Rafael Sanzio / Rafael | 1518                         | Kunsthistorisches Museum | GG_171           |
|         |                  | 3            | Nikolaus van Hoy (autor tanto del dibujo como del grabado)     | 4 alta 3 lata                            | Cristo en el pozo con la samaritana Girolamo da Treviso / Rafael | 1525                         | Kunsthistorisches Museum | GG_128           |
|         |                  | 4            | Lucas Vorsterman II                                            | 4 alta 3 lata                            | Antonello da Messina (Fragmento de la Pala di San Cassiano) / Giovanni Bellini | 1475                         | Kunsthistorisches Museum | GG_7727          |
|         |                  | 5            | Peter van Liesebetten                                          | 8 alta 4 lata                            | Antonello da Messina (Fragmento de la Pala di San Cassiano) / Giovanni Bellini | 1475                         | Kunsthistorisches Museum | GG_2574          |
|         |                  | 6            | Johannes Popels                                                | 8 alta 6 lata                            | Fragmento no conservado de la Pala di San Cassiano de Antonello da Messina conocido únicamente por la copia reducida de Teniers / Giovanni Bellini                                                            |                              | Modelo: Courtauld Gallery. Es una de las pinturas reproducida en la galería del Museo Lázaro Galdiano. | P.1978.PG.439    |
|         |                  | 7            | Johannes Popels                                                | 4 alta 5 lata                            | Mujer joven en el baño Giovanni Bellini / Giovanni Bellini | 1515                         | Kunsthistorisches Museum | GG_97            |
|         |                  | 8            | Peter van Liesebetten                                          | 7 alta 10 lata                           | Venus recostada en un paisaje Anónimo (Palma el Viejo) / Giovanni Bellini |                              | Paradero actual desconocido |                  |
|         |                  | 9            | Lucas Vorsterman II                                            | 4 alta 3 lata                            | Fragmento no conservado de la Pala di San Cassiano de Antonello da Messina conocido únicamente por la copia reducida de Teniers / Giovanni Bellini                                                            |                              | Modelo: Kunsthistorisches Museum | GG_6784          |
|         |                  | 10           | Quirin Boel                                                    | 5 alta 3 lata                            | La vocación de los hijos de Zebedeo Marco Basaiti / Marco Basaiti | 1515                         | Kunsthistorisches Museum | GG_116           |
|         |                  | 11           | Quirin Boel                                                    | 5 alta 4 lata                            | Rapto de Ganimedes Anónimo flamenco del siglo XVI (Atribución rechazada a Jan Swart van Groningen) / Miguel Ángel                                                                                             |                              | Colección privada |                  |
|         |                  | 12           | Nikolaus van Hoy (dibujo) y Franciscus van der Steen (grabado) | 5 alta 4 lata                            | El sueño de la vida Anónimo (según Miguel Ángel) / Miguel Ángel | hacia 1550                   | National Gallery | NG8              |
|         |                  | 13           | Lucas Vorsterman II                                            | 5 alta 3 lata                            | Judit Vincenzo Catena / Giorgione | 1525                         | Venecia, Pinacoteca Querini Stampalia |                  |
|         |                  | 14           | Jan van Troyen                                                 | 5 alta 4 lata                            | Un filósofo antiguo Giovanni Girolamo Savoldo / Giorgione | hacia 1520                   | Kunsthistorisches Museum | GG_2633          |
|         |                  | 15           | Lucas Vorsterman II                                            | 6 alta 4 lata                            | Orfeo Perdida / Giorgione |                              | Modelo de Teniers en la colección Suida de Nueva York |                  |
|         |                  | 16           | Lucas Vorsterman II                                            | 6 alta 4 lata                            | San Juan Evangelista Palma el Viejo / Giorgione | 1526/1528                    | Kunsthistorisches Museum | GG_57            |
|         |                  | 17           | Quirin Boel                                                    | 4 alta 6 lata                            | La agresión Perdida / Giorgione |                              | Mencionada como obra perdida en monografías dedicadas a Giorgione, es una de las tablas copiadas por Teniers en la galería de pinturas del archiduque del Museo del Prado. Copia de Teniers en colección privada de Londres. |                  |
|         |                  | 18           | Theodor van Kessel                                             | 2 alta 4 lata                            | El rapto de Europa Perdida (maestro veneciano anónimo) / Giorgione |                              | Pastiche de Teniers en Art Institute of Chicago | 1936.125         |
|         |                  | 19           | Theodor van Kessel                                             | 4 alta 6 lata                            | Unción de Cristo en Betania Polidoro da Lanciano / Giorgione | Segundo cuarto del siglo XVI | Kunsthistorisches Museum | GG_51            |
|         |                  | 20           | Jan van Troyen                                                 | 7 alta 10 lata                           | Los tres filósofos Giorgione / Giorgione | 1508/1509                    | Kunsthistorisches Museum | GG_111           |
|         |                  | 21           | Theodor van Kessel                                             | 8 alta 11 lata                           | El niño Paris encontrado por los pastores Perdida / Giorgione |                              | La copia de Teniers según Giorgione en Museos Reales de Bellas Artes de Bélgica | 12206            |
|         |                  | 22           | Theodor van Kessel                                             | 4 alta 3 lata                            | La Ascensión Anónimo veneciano / Giorgione | hacia 1520                   | Kunsthistorisches Museum | GG_347           |
|         |                  | 23           | Jan van Troyen                                                 | 5 alta 4 lata                            | El bravo Tiziano / Giorgione | hacia 1515/1520              | Kunsthistorisches Museum | GG_64            |
|         |                  | 24           | Jan van Troyen                                                 | 5 alta 4 lata                            | Guerrero Atribución dudosa a Giorgione a causa del mal estado de conservación / Giorgione | hacia 1505/1510              | Kunsthistorisches Museum | GG_1526          |
|         |                  | 25           | Lucas Vorsterman II                                            | 5 alta 4 lata                            | David con la cabeza de Goliat Seguidor de Giorgione / Giorgione. Sin embargo, en el inventario de la colección del archiduque de 1659 se atribuía a Pordenone lo mismo que en la Galería del Museo del Prado. | después de 1510              | Kunsthistorisches Museum (recortada por arriba y por abajo) | GG_74            |
|         |                  | 26           | Jan van Troyen                                                 | 6 alta 4 lata                            | Plutón en su carro Taller de Giulio Romano / Giulio Romano | hacia 1532/1536              | Kunsthistorisches Museum | GG_157           |
|         |                  | 27           | Jan van Troyen                                                 | 4 alta 3 lata                            | Salomé con la cabeza del Bautista Bernardino Luini / Leonardo da Vinci | hacia 1525/1530              | Kunsthistorisches Museum | GG_190           |
|         |                  | 28           | Jan van Troyen                                                 | 5 alta 3 lata                            | San Sebastián Andrea Mantegna / Andrea Mantegna | hacia 1457/1459              | Kunsthistorisches Museum | GG_301           |
|         |                  | 29           | Jan van Troyen                                                 | 4 alta 3 lata                            | La Magdalena penitente Bartolomeo Schedoni / Antonio Correggio | hacia 1602/1607              | Kunsthistorisches Museum | GG_1615          |
|         |                  | 30           | Theodor van Kessel                                             | 3 alta 2 lata                            | La toilette de Venus Perdida / Antonio Correggio |                              | En paradero desconocido, aparece reproducida siempre con atribución a Correggio en la mayor parte de las galerías de la colección del archiduque pintadas por Teniers. El pastiche en Philadelphia Museum of Art | Cat. 696         |
|         |                  | 31           | Quirin Boel                                                    | 3 alta 2 lata                            | La vejez en busca de la juventud Perdida / Antonio Correggio |                              | Copia reducida de Teniers en el Metropolitan Museum of Art | 1975.1.126       |
|         |                  | 32           | Nikolaus van Hoy (dibujo) y Franciscus van der Steen (grabado) | 7 alta 6 lata                            | Sagrada familia Franciabigio / Andrea del Sarto | hacia 1515/1520              | Kunsthistorisches Museum | GG_206           |
|         |                  | 33           | Dominicus Claessens                                            | 4 1/2 alta 3 1/2 lata                    | La Virgen con el Niño, san Juan y un ángel Giulio Cesare Procaccini / Procaccini | hacia 1610/1620              | Kunsthistorisches Museum | GG_1617          |
|         |                  | 34           | Nikolaus van Hoy (dibujo y grabado)                            | 7 alta 6 lata                            | Sagrada Familia Perdida / Federico Barocci |                              | |                  |
|         |                  | 35           | Nikolaus van Hoy (dibujo) y Jan van Ossenbeeck (grabado)       | 7 alta 6 1/2 lata                        | Hombre y mujer herida por una flecha en un paisaje Perdida / Polidoro da Lanciano |                              | |                  |
|         |                  | 36           | Quirin Boel                                                    | 6 alta 4 lata                            | Adán y Eva Perdida / Padovanino |                              | Pastiche de Teniers en el Metropolitan Museum of Art | 1975.1.127       |
|         |                  | 37           | Jan van Troyen                                                 | 7 alta 5 lata                            | Judit con la cabeza de Holofernes Padovanino / Padovanino | antes de 1636                | Kunsthistorisches Museum | GG_80            |
|         |                  | 38           | Peter van Liesebetten                                          | 8 alta 6 lata                            | Moisés y el agua de la roca Perdida / Primaticcio |                              | |                  |
|         |                  | 39           | Jan van Troyen                                                 | 6 alta 5 lata                            | Judit con la cabeza de Holofernes Carlo Saraceni / Carlo Saraceni | hacia 1610/1615              | Kunsthistorisches Museum | GG_41            |
|         |                  | 40           | Peter van Liesebetten                                          | 2 alta 3 lata                            | Piedad Annibale Carracci / Annibale Carracci | hacia 1603                   | Kunsthistorisches Museum | GG_230           |
|         |                  | 41           | Jan van Troyen                                                 | 3 alta 2 lata                            | Cupido vencedor de Pan Perdida / Annibale Carracci |                              | Pastiche de Teniers (según Annibale Carracci) en Courtauld Gallery | P.1978.PG.431    |
|         |                  | 42           | Theodor van Kessel                                             | 4 alta 8 lata                            | Cristo y la samaritana Annibale Carracci / Annibale Carracci | hacia 1604/1605              | Kunsthistorisches Museum | GG_267           |
|         |                  | 43           | Theodor van Kessel                                             | 4 alta 8 lata                            | Cristo y la mujer adúltera Perdida / Annibale Carracci |                              | |                  |
|         |                  | 44           | Jan van Troyen                                                 | 5 alta 4 lata                            | Santa Faz Perdida / Domenico Fetti |                              | |                  |
|         |                  | 45           | Peter van Liesebetten                                          | 3 alta 2 lata                            | Sagrada familia Perdida / Polidoro da Lanciano |                              | |                  |
|         |                  | 46           | Peter van Liesebetten                                          | 4 alta 5 lata                            | La Virgen con el Niño y santos Perdida / Polidoro da Lanciano |                              | |                  |
|         |                  | 47           | Peter van Liesebetten                                          | 4 alta 6 lata                            | Sagrada familia Perdida / Polidoro da Lanciano |                              | |                  |
|         |                  | 48           | Peter van Liesebetten                                          | 4 alta 6 lata                            | La Virgen con el Niño y san Juan Bautista Perdida / Polidoro da Lanciano |                              | |                  |
|         |                  | 49           | Jan van Troyen                                                 | 5 alta 7 lata                            | La sagrada familia y san Juanito Perdida / Polidoro da Lanciano |                              | |                  |
|         |                  | 50           | Nikolaus van Hoy (dibujo y grabado)                            | 3 alta 2 lata                            | Retrato masculino Perdida / Tiziano |                              | |                  |
|         |                  | 51           | Lucas Vorsterman II                                            | 6 alta 4 lata                            | Salomé con la cabeza del Bautista Tiziano / Tiziano | hacia 1570                   | El cuadro, o una versión que fue de la colección del rey Carlos I de Inglaterra, se vendió en Sotheby's de Londres en 2009 como original de la última época de Tiziano. Colección privada. |                  |
|         |                  | 52           | Lucas Vorsterman II                                            | 4 alta 3 lata                            | Retrato de anciano Perdida / Tiziano |                              | |                  |
|         |                  | 53           | Lucas Vorsterman II                                            | 5 alta 3 lata                            | Retrato de hombre barbado Anónimo veneciano / Tiziano | hacia 1560                   | Kunsthistorisches Museum | GG_315           |
|         |                  | 54           | Jan van Troyen                                                 | 5 alta 4 lata                            | Retrato masculino Giampietro Silvio / Tiziano | 1542                         | Kunsthistorisches Museum | GG_1537          |
|         |                  | 55           | Jan van Troyen                                                 | 5 alta 4 lata                            | Retrato de hombre Perdida / Tiziano |                              | |                  |
|         |                  | 56           | Lucas Vorsterman II                                            | 7 alta 5 lata                            | Retrato de hombre Anónimo lombardo / Tiziano | 1538                         | Kunsthistorisches Museum | GG_1552          |
|         |                  | 57           | Jan van Troyen                                                 | 5 alta 4 lata                            | Retrato del doctor Gian Giacomo Bartolotti de Parma Tiziano / Tiziano | hacia 1515                   | Kunsthistorisches Museum | GG_94            |
|         |                  | 58           | Lucas Vorsterman II                                            | 7 alta 5 lata                            | Santa Catalina Anónimo veneciano / Tiziano | hacia 1625/1630              | Kunsthistorisches Museum | GG_59            |
|         |                  | 59           | Lucas Vorsterman II                                            | 6 alta 4 lata                            | Retrato del escultor Alessandro Vittoria Giovanni Battista Moroni / Tiziano | hacia 1552/1553              | Kunsthistorisches Museum | GG_78            |
|         |                  | 60           | Peter van Liesebetten                                          | 7 alta 10 lata                           | La ninfa y el pastor Tiziano / Tiziano | hacia 1570/1575              | Kunsthistorisches Museum. Recortado a derecha e izquierda como se puede apreciar en la galería del archiduque del Museo del Prado. | GG_1825          |
|         |                  | 61           | Nikolaus van Hoy (dibujo) y Franciscus van der Steen (grabado) | 4 alta 5 lata                            | La Virgen con el Niño, san Juan Bautista y un donante Tiziano y taller / Tiziano | hacia 1520                   | Múnich, Alte Pinakothek | 977              |
|         |                  | 62           | Lucas Vorsterman II                                            | 5 alta 7 lata                            | La Virgen de las cerezas Tiziano / Tiziano | hacia 1516/1518              | Kunsthistorisches Museum | GG_118           |
|         |                  | 63           | Theodor van Kessel                                             | 3 alta 4 lata                            | Descanso en la huida a Egipto Tiziano / Tiziano |                              | Sacada a subasta en Christie's en julio de 2024. |                  |
|         |                  | 64           | Peter van Liesebetten                                          | 4 alta 5 lata                            | Virgen gitana Tiziano / Tiziano | hacia 1510                   | Kunsthistorisches Museum | GG_95            |
|         |                  | 65           | Peter van Liesebetten                                          | 6 alta 9 lata                            | La Virgen con el Niño y santa Dorotea Anton van Dyck según Tiziano / Tiziano | hacia 1622/1623              | Kunsthistorisches Museum. El original de Tiziano, conocido por varias copias, podría ser el conservado en el Museo de Filadelfia. El modello de Teniers, a partir de la copia hecha por Anton van Dyck que perteneció a la colección del archiduque, se conserva en el musée du Louvre. | MI 1005          |
|         |                  | 66           | Lucas Vorsterman II                                            | 2 alta 3 lata                            | La Virgen con el Niño y san Luis de Tolosa Polidoro da Lanciano / Tiziano |                              | Budapest, Szépművészeti Múzeum. |                  |
|         |                  | 67           | Jan van Troyen                                                 | 5 alta 7 lata                            | Cristo y la adúltera Tiziano / Tiziano | hacia 1520                   | Kunsthistorisches Museum | GG_114           |
|         |                  | 68           | Peter van Liesebetten                                          | 5 alta 6 lata                            | La Virgen con el Niño y santos Esteban, Jerónimo y Mauricio Tiziano / Tiziano | hacia 1520                   | Kunsthistorisches Museum | GG_93            |
|         |                  | 69           | Quirin Boel                                                    | 4 alta 6 lata                            | El rapto de Europa Perdida / Tiziano |                              | Pastiche de Teniers según Tiziano en Art Institute of Chicago | 1936.124         |
|         |                  | 70           | Quirin Boel                                                    | 4 alta 5 lata                            | La adoración de los pastores Perdida / Tiziano |                              | |                  |
|         |                  | 71           | Nikolaus van Hoy (dibujo) y Franciscus van der Steen (grabado) | 4 1/2 alta 5 1/2 lata                    | La Virgen con el Niño, san Juanito y san Antonio Abad Tiziano / Tiziano | hacia 1520/1530              | Uffizi | 952              |
|         |                  | 72           | Peter van Liesebetten                                          | 6 alta 10 lata                           | La cena de Emaús Perdida / Tiziano |                              | |                  |
|         |                  | 73           | Peter van Liesebetten                                          | 9 alta 12 lata                           | La muerte de Acteón Tiziano / Tiziano | 1559                         | National Gallery | NG6420           |
|         |                  | 74           | Peter van Liesebetten                                          | 6 alta 10 lata                           | Dánae Perdida / Tiziano |                              | La copia reducida de Teniers perteneció a la colección del duque de Marlborough hasta 1886, pasando luego al comercio de arte. Con la misma atribución a Tiziano se encuentra reproducida en las galerías del Museo del Prado y Bruselas. |                  |
|         |                  | 75           | Nikolaus van Hoy (dibujo) y Franciscus van der Steen (grabado) | 6 alta 5 lata                            | Isabel de Este, marquesa de Mantua Tiziano / Tiziano | hacia 1534/1536              | Kunsthistorisches Museum | GG_83            |
|         |                  | 76           | Lucas Vorsterman II                                            | 7 alta 5 lata                            | Retrato de hombre con una pata de animal dorada (¿Leonino Brembate?) Lorenzo Lotto / Tiziano | 1524/1525                    | Kunsthistorisches Museum | GG_265           |
|         |                  | 77           | Theodor van Kessel                                             | 4 alta 3 lata                            | Adoración de los Magos Seguidor de Tiziano / Tiziano | Tercer cuarto del siglo XVI  | Kunsthistorisches Museum | GG_98            |
|         |                  | 78           | Jan van Troyen                                                 | 5 alta 4 lata                            | Ecce Homo Tiziano / Tiziano | hacia 1560                   | Sibiu, Muzeul Național Brukenthal | 3186             |
|         |                  | 79           | Lucas Vorsterman II                                            | 7 alta 5 lata                            | Retrato de mujer joven Tintoretto / Tiziano | hacia 1553/1555              | Kunsthistorisches Museum | GG_48            |
|         |                  | 80           | Peter van Liesebetten                                          | 4 alta 3 lata                            | Niño tocando una pandereta Escuela veneciana / Tiziano | hacia 1510/1515              | Kunsthistorisches Museum | GG_96            |
|         |                  | 81           | Jan van Troyen                                                 | 6 alta 5 lata                            | El hijo del orador Francesco Filetto (?) Tiziano / Tiziano | hacia 1538/1540              | Kunsthistorisches Museum | GG_84            |
|         |                  | 82           | Johannes Popels                                                | 6 alta 5 lata                            | Mujer arrodillada con un niño Andrea Schiavone / Tiziano | 1562                         | Kunsthistorisches Museum | GG_2364          |
|         |                  | 83           | Lucas Vorsterman II                                            | 7 alta 5 lata                            | Retrato de hombre Perdido / Tiziano |                              | |                  |
|         |                  | 84           | Jan van Troyen                                                 | 5 alta 4 lata                            | Lucrecia Escuela veneciana / Tiziano | hacia 1560/1580              | Kunsthistorisches Museum | GG_1571          |
|         |                  | 85           | Lucas Vorsterman II                                            | 4 alta 3 lata                            | El orador Francesco Filetto (?) Tiziano / Tiziano | hacia 1538/1540              | Kunsthistorisches Museum | GG_72            |
|         |                  | 86           | Lucas Vorsterman II                                            | 7 alta 5 lata                            | Retrato de noble Lambert Sustris / Tiziano | hacia 1555/1560              | Kunsthistorisches Museum | GG_77            |
|         |                  | 87           | Lucas Vorsterman II                                            | 7 alta 5 lata                            | Retrato de mujer como Diana con un perro y una flecha Perdido / Tiziano |                              | |                  |
|         |                  | 88           | Lucas Vorsterman II                                            | 7 alta 5 lata                            | Benedetto Varchi Tiziano / Tiziano | hacia 1540                   | Kunsthistorisches Museum | GG_91            |
|         |                  | 89           | Lucas Vorsterman II                                            | 7 alta 5 lata                            | Fabrizio Salvaresio Tiziano / Tiziano | 1558                         | Kunsthistorisches Museum | GG_1605          |
|         |                  | 90           | Lucas Vorsterman II                                            | 7 alta 6 lata                            | Retrato de hombre sentado Perdido / Tiziano |                              | Modello de Teniers en colección privada. |                  |
|         |                  | 91           | Jan van Troyen                                                 | 7 alta 5 lata                            | Lavinia, hija de Tiziano (?) Tiziano y taller / Tiziano | hacia 1565                   | Kunsthistorisches Museum | GG_3379          |
|         |                  | 92           | Lucas Vorsterman II                                            | 7 alta 5 lata                            | Jacopo Strada Tiziano / Tiziano | hacia 1567/1568              | Kunsthistorisches Museum | GG_81            |
|         |                  | 93           | Lucas Vorsterman II                                            | 7 alta 6 lata                            | Venus contemplándose en el espejo Taller de Tiziano / Tiziano | hacia 1555/1560              | Son varias las versiones de esta composición pintadas por Tiziano y su taller, de las que la más próxima a la estampa de Vorsterman es la conservada en Dresde, Gemäldegalerie Alte Meister. | Gal.-Nr. 178     |
|         |                  | 94           | Lucas Vorsterman II                                            | 5 alta 4 lata                            | Dama con una comadreja Seguidor de Tiziano / Tiziano |                              | Paradero actual desconocido. La pintura estuvo hasta 1933 en el Kunsthistorisches de donde podrían haber pasado a una colección escandinava. Reproducido en la galerías del Prado y Múnich. El pastiche de Teniers perteneció al duque de Marlborough hasta 1886. |                  |
|         |                  | 95           | Lucas Vorsterman II                                            | 7 alta 6 lata                            | Retrato de hombre con abrigo de piel de lince Tiziano / Tiziano | hacia 1560                   | Kunsthistorisches Museum | GG_76            |
|         |                  | 96           | Theodor van Kessel                                             | 10 alta 12 lata                          | Diana y Calisto Tiziano y taller / Tiziano | hacia 1566                   | Kunsthistorisches Museum | GG_71            |
|         |                  | 97           | Lucas Vorsterman II                                            | 6 alta 4 lata                            | Niccolo da Ponte (1491-1585) dux de Venecia Taller de Tintoretto / Tintoretto |                              | El cuadro perteneciente a la colección del archiduque se encontraba muy recortado como se advierte tanto en la estampa como en las galerías de Múnich y Museo Lázaro Galdiano. Una copia completa de la composición original atribuida a Palma el Joven conserva el Kunsthistorisches Museum, aunque su procedencia no es la colección del archiduque.                                                          |                  |
|         |                  | 98           | Lucas Vorsterman II                                            | 7 alta 5 lata                            | Francesco Donato, dux de Venecia Anónimo, escuela veneciana / Tintoretto | Segunda mitad del siglo XVI  | Kunsthistorisches Museum | GG_3062          |
|         |                  | 99           | Peter van Liesebetten                                          | 8 alta 6 lata                            | Oración en el Huerto Perdida / Tintoretto |                              | La estampa muestra una composición próxima a una pintura del mismo asunto conservada en el Monasterio de El Escorial desde 1574 con atribución a Tiziano. |                  |
|         |                  | 100          | Peter van Liesebetten                                          | 6 alta 5 lata                            | Jesús tentado por el diablo (Mateo 4, 1-4) Perdida / Tintoretto |                              | |                  |
|         |                  | 101          | Lucas Vorsterman II                                            | 6 alta 3 lata                            | Un hombre anciano y un niño Tintoretto / Tintoretto | hacia 1565                   | Kunsthistorisches Museum | GG_37            |
|         |                  | 102          | Jan van Troyen                                                 | 7 alta 5 lata                            | Retrato femenino Perdido / Tintoretto |                              | |                  |
|         |                  | 103          | Lucas Vorsterman II                                            | 6 alta 4 lata                            | Retrato de hombre con barba blanca Tintoretto / Tintoretto | hacia 1570                   | Kunsthistorisches Museum | GG_25            |
|         |                  | 104          | Lucas Vorsterman II                                            | 6 alta 4 lata                            | Retrato de hombre Perdido / Tintoretto |                              | |                  |
|         |                  | 105          | Theodor van Kessel                                             | 5 alta 8 lata                            | Escena pastoril Perdida / Tintoretto |                              | |                  |
|         |                  | 106          | Nikolaus van Hoy (dibujo y grabado)                            | 3 1/2 alta 5 1/2 lata                    | Apolo y las musas Domenico Tintoretto / Tintoretto |                              | Indianapolis Museum of Art | 2014.82          |
|         |                  | 107          | Nikolaus van Hoy (dibujo) y Jan van Ossenbeeck (grabado)       | 5 1/2 alta 10 lata                       | La recogida del maná Lodewijk Toeput / Tintoretto | hacia 1580                   | Kunsthistorisches Museum | GG_2524          |
|         |                  | 108          | Nikolaus van Hoy (dibujo) y Jan van Ossenbeeck (grabado)       | 9 alta 13 lata                           | La huida a Egipto Perdida / Tintoretto |                              | |                  |
|         |                  | 109          | Peter van Liesebetten                                          | 5 alta 7 lata                            | El descendimiento de la cruz Tintoretto / Tintoretto | hacia 1547/1549              | Kunsthistorisches Museum | GG_1565          |
|         |                  | 110          | Jan van Troyen                                                 | 10 alta 17 lata                          | La resurrección de Lázaro / Pordenone |                              | Una versión, si no el original, con atribución a Pordenone se encuentra en la pinacoteca del Castillo de Praga. |                  |
|         |                  | 111          | Peter van Liesebetten                                          | 8 alta 4 lata                            | San Nicolás de Bari Tintoretto / Paolo Veronese | hacia 1554/1555              | Kunsthistorisches Museum | GG_1544          |
|         |                  | 112          | Quirin Boel                                                    | 8 alta 4 lata                            | San Juan Bautista Paolo Veronese / Paolo Veronese | hacia 1580/1590              | Kunsthistorisches Museum | GG_1545          |
|         |                  | 113          | Nikolaus van Hoy (dibujo y grabado)                            | 6 1/2 alta 6 lata                        | Judit con la cabeza de Holofernes Paolo Veronese / Paolo Veronese | hacia 1580                   | Kunsthistorisches Museum | GG_34            |
|         |                  | 114          | Theodor van Kessel                                             | 7 alta 4 lata                            | San Sebastián Paolo Veronese / Paolo Veronese | hacia 1565                   | Kunsthistorisches Museum | GG_1538          |
|         |                  | 115          | Quirin Boel                                                    | 4 alta 3 lata                            | Hércules, Deyanira y el centauro Neso Paolo Veronese / Paolo Veronese | hacia 1586                   | Kunsthistorisches Museum | GG_1525          |
|         |                  | 116          | Theodor van Kessel                                             | 4 alta 3 lata                            | Venus y Adonis Paolo Veronese / Paolo Veronese | hacia 1586                   | Kunsthistorisches Museum | GG_1527          |
|         |                  | 117          | Peter van Liesebetten                                          | 8 alta 5 lata                            | Resurrección de Cristo Taller de Paolo Caliari, el Veronés / Paolo Veronese | hacia 1580/1590              | Kunsthistorisches Museum | GG_1542          |
|         |                  | 118          | Jan van Troyen                                                 | 7 alta 10 lata                           | Adán y Eva tras la expulsión del Paraíso Paolo Veronese / Paolo Veronese | hacia 1580/1588              | Kunsthistorisches Museum | GG_1514          |
|         |                  | 119          | Peter van Liesebetten                                          | 7 alta 10 lata                           | Sacrificio de Isaac Paolo Veronese / Paolo Veronese | hacia 1580/1588              | Kunsthistorisches Museum | GG_3825          |
|         |                  | 120          | Peter van Liesebetten                                          | 4 alta 5 lata                            | Desposorios místicos de santa Catalina con santa Inés Taller de Paolo Caliari, el Veronés / Paolo Veronese | hacia 1590                   | Kunsthistorisches Museum | GG_1529          |
|         |                  | 121          | Jan van Troyen                                                 | 4 alta 5 lata                            | La Virgen con el Niño, santa Lucía, santa Catalina y dos monjas Taller de Paolo Caliari, el Veronés / Paolo Veronese                                                                                          | hacia 1580(1590              | Kunsthistorisches Museum | GG_50            |
|         |                  | 122          | Theodor van Kessel                                             | 7 alta 10 lata                           | La flagelación de Cristo Perdida / Paolo Veronese |                              | |                  |
|         |                  | 123          | Jan van Troyen                                                 | 7 alta 10 lata                           | Adoración de los Magos Paolo Veronese / Paolo Veronese | hacia 1580/1588              | Kunsthistorisches Museum | GG_1515          |
|         |                  | 124          | Jan van Troyen                                                 | 6 alta 9 lata                            | Jesús resucita al hijo de una viuda en Naím Paolo Veronese / Paolo Veronese | hacia 1565/1570              | Kunsthistorisches Museum | GG_52            |
|         |                  | 125          | Wenceslaus Hollar                                              | 10 alta 15 lata                          | Ester llevada ante Asuero Escuela del Veronés / Paolo Veronese |                              | Uffizi | 912              |
|         |                  | 126          | Theodor van Kessel                                             | 2 alta 3 lata                            | Apolo y Amor Andrea Schiavone / Andrea Schiavone | hacia 1542/1544              | Kunsthistorisches Museum | GG_115           |
|         |                  | 127          | Quirin Boel                                                    | 5 alta 3 lata                            | Venus y Adonis Perdida / Andrea Schiavone |                              | Réplica de la pintura original de Tiziano conservada en el Museo del Prado. Según los inventarios el archiduque poseyó tres réplicas de esta obra, las tres perdidas. La atribuida a Schiavone aún se conservaba en 1735 en el Stallburg de Viena. El pastiche de Teniers según Schiavone en Philadelphia Museum of Art.                                                                                        | Cat. 695         |
|         |                  | 128          | Theodor van Kessel                                             | 2 alta 1 lata                            | Júpiter amamantado por Amaltea Andrea Schiavone / Andrea Schiavone | hacia 1542/1544              | Kunsthistorisches Museum | GG_1991          |
|         |                  | 129          | Theodor van Kessel                                             | 2 alta 1 lata                            | Apolo y Dafne Andrea Schiavone / Andrea Schiavone | hacia 1542/1544              | Kunsthistorisches Museum | GG_356           |
|         |                  | 130          | Conrad Lauwers                                                 | 5 alta 4 lata                            | La Virgen con el Niño, san Juanito y santa Ana Perdida / Andrea Schiavone |                              | |                  |
|         |                  | 131          | Conrad Lauwers                                                 | 5 alta 4 lata                            | Eneas y Anquises Perdida / Andrea Schiavone |                              | Copia reducida de Teniers en Courtauld Gallery | P.1978.PG.430    |
|         |                  | 132          | Theodor van Kessel                                             | 4 alta 3 lata                            | El nacimiento de Júpiter Andrea Schiavone / Andrea Schiavone | hacia 1542/1544              | Kunsthistorisches Museum | GG_1986          |
|         |                  | 133          | Johannes Popels                                                | 8 alta 5 lata                            | Cristo muerto Andrea Schiavone / Andrea Schiavone | hacia 1550/1555              | Gemäldegalerie Alte Meister | Gal.-Nr. 274     |
|         |                  | 134          | Quirin Boel                                                    | 6 alta 4 lata                            | Adoración de los pastores Andrea Schiavone / Andrea Schiavone | hacia 1560                   | Kunsthistorisches Museum | GG_47            |
|         |                  | 135          | Quirin Boel                                                    | 4 alta 7 lata                            | Eneas se despide de Dido Andrea Schiavone / Andrea Schiavone | hacia 1555/1560              | Kunsthistorisches Museum | GG_5818          |
|         |                  | 136          | Quirin Boel                                                    | 4 alta 6 lata                            | Manio Curio Dentato Andrea Schiavone / Andrea Schiavone | hacia 1555/1560              | Kunsthistorisches Museum | GG_1568          |
|         |                  | 137          | Quirin Boel                                                    | 3 alta 6 lata                            | Eneas llamado por Dido Andrea Schiavone / Andrea Schiavone | hacia 1555/1560              | Kunsthistorisches Museum | GG_5816          |
|         |                  | 138          | Quirin Boel                                                    | 3 alta 6 lata                            | Escipión el Africano (?) Andrea Schiavone / Andrea Schiavone | hacia 1555/1560              | Kunsthistorisches Museum | GG_1558          |
|         |                  | 139          | Jan van Troyen                                                 | 4 alta 6 lata                            | Cristo ante Pilatos Andrea Schiavone / Andrea Schiavone | hacia 1555/1558              | Kunsthistorisches Museum | GG_1516          |
|         |                  | 140          | Peter van Liesebetten                                          | 6 alta 8 lata                            | La sagrada familia con santa Catalina y san Juan Bautista Andrea Schiavone / Andrea Schiavone | hacia 1552                   | Kunsthistorisches Museum | GG_325           |
|         |                  | 141          | Jan van Troyen                                                 | 7 alta 10 lata                           | Cristo entre los escribas Seguidor de Jusepe de Ribera / Jusepe de Ribera | hacia 1630                   | Kunsthistorisches Museum | GG_326           |
|         |                  | 142          | Lucas Vorsterman II                                            | 7 alta 5 lata                            | San Pedro penitente Taller de Jusepe de Ribera / Jusepe de Ribera | primera mitad del siglo XVII | Kunsthistorisches Museum | GG_345           |
|         |                  | 143          | Nikolaus van Hoy (dibujo) y Jan van Ossenbeeck (grabado)       | 3 1/2 alta 4 1/2 lata                    | Martirio de san Sebastián Perdido / Bassano |                              | |                  |
|         |                  | 144          | Lucas Vorsterman II                                            | 6 alta 5 lata                            | Cristo con la cruz a cuestas y la Verónica Perdido / Bassano |                              | |                  |
|         |                  | 145          | Lucas Vorsterman II                                            | 7 alta 5 lata                            | Santa Clara Leandro Bassano / Bassano | hacia 1590                   | Kunsthistorisches Museum | GG_43            |
|         |                  | 146          | Lucas Vorsterman II                                            | 7 alta 5 lata                            | San Francisco Leandro Bassano / Bassano | hacia 1590                   | Kunsthistorisches Museum | GG_42            |
|         |                  | 147          | Theodor van Kessel                                             | 9 alta 6 lata                            | La Resurrección Perdida / Bassano júnior |                              | |                  |
|         |                  | 148          | Jan van Troyen                                                 | 3 alta 5 lata                            | La Ascensión Perdida / Bassano júnior |                              | El modelo de Teniers, catalogado como copia de Leandro Bassano, se conserva en la Wallace Collection. Otra versión de la Resurrección con atrribución a Leando Bassano guardan los museos reales de bellas artes de Bruselas, Inv. 255. | P635             |
|         |                  | 149          | Jan van Troyen                                                 | 4 alta 3 lata                            | Retrato de un premostratense Leandro Bassano / Bassano | hacia 1600/1610              | Kunsthistorisches Museum | GG_20            |
|         |                  | 150          | Jan van Troyen                                                 | 4 alta 3 lata                            | Muchacho con flauta Francesco Bassano el Joven / Bassano júnior | hacia 1580/1585              | Kunsthistorisches Museum | GG_8             |
|         |                  | 151          | Quirin Boel                                                    | 3 alta 5 lata                            | Pastores y ovejas Perdida / Bassano |                              | Copia reducida de Teniers en Metropolitan Museum of Art | 89.15.22         |
|         |                  | 152          | Quirin Boel                                                    | 4 alta 6 lata                            | El buen samaritano Francesco Bassano el Joven / Bassano | hacia 1575                   | Kunsthistorisches Museum | GG_12            |
|         |                  | 153          | Theodor van Kessel                                             | 6 alta 8 lata                            | Adoración de los Magos Jacopo Bassano / Bassano júnior | hacia 1555                   | Kunsthistorisches Museum | GG_361           |
|         |                  | 154          | Quirin Boel                                                    | 8 alta 11 lata                           | La torre de Babel Leandro Bassano / Bassano júnior | hacia 1600                   | National Gallery | NG60             |
|         |                  | 155          | Nikolaus van Hoy (dibujo) y Jan van Ossenbeeck (grabado)       | 4 1/2 alta 6 1/2 lata                    | Orfeo encantando a los animales Perdida o no localizada / Bassano |                              | Se conocen distintas versiones de la composición, debidas tanto a Francesco como a Leandro Bassano en colecciones privadas. |                  |
|         |                  | 156          | Theodor van Kessel                                             | 3 alta 5 lata                            | Cristo cargando con la cruz Gerolamo Bassano / Bassano | hacia 1592                   | Kunsthistorisches Museum | GG_1869          |
|         |                  | 157          | Nikolaus van Hoy (dibujo) y Jan van Ossenbeeck (grabado)       | 6 1/2 alta 4 1/2 lata                    | La primavera con la expulsión del Paraíso Francesco Bassano el Joven / Bassano | después de 1576              | Kunsthistorisches Museum | GG_4303          |
|         |                  | 158          | Nikolaus van Hoy (dibujo) y Jan van Ossenbeeck (grabado)       | 6 1/2 alta 4 1/2 lata                    | El otoño con Moisés recibiendo las tablas de la ley Francesco Bassano el Joven / Bassano | hacia 1576                   | Kunsthistorisches Museum | GG_4304          |
|         |                  | 159          | Nikolaus van Hoy (dibujo) y Jan van Ossenbeeck (grabado)       | 4 1/2 alta 6 1/2 lata                    | El verano con el sacrificio de Isaac Francesco Bassano el Joven / Bassano | hacia 1576                   | Kunsthistorisches Museum | GG_4302          |
|         |                  | 160          | Nikolaus van Hoy (dibujo) y Jan van Ossenbeeck (grabado)       | 6 alta 5 lata                            | El invierno con la adoración de los pastores Perdida / Bassano |                              | |                  |
|         |                  | 161          | Theodor van Kessel                                             | 4 alta 6 lata                            | La adoración de los pastores Francesco Bassano el Joven / Bassano | hacia 1588/1590              | Kunsthistorisches Museum | GG_1581          |
|         |                  | 162          | Jan van Troyen                                                 | 8 alta 12 lata                           | Verano (junio, julio y agosto) Francesco Bassano el Joven / Bassano | hacia 1585/1590              | Kunsthistorisches Museum | GG_4289          |
|         |                  | 163          | Jan van Troyen                                                 | 8 alta 12 lata                           | Primavera Perdida / Bassano |                              | La copia reducida de Teniers según Francesco Bassano salió a subasta en Christie's el 26 de enero de 2012. |                  |
|         |                  | 164          | Jan van Troyen                                                 | 8 alta 12 lata                           | Otoño Perdida / Bassano |                              | Coopia reducida de Teniers con atribución a Jacopo Bassano en colección privada austriaca tras su venta en Lempertz (Colonia) el 17 de noviembre de 2106. |                  |
|         |                  | 165          | Jan van Troyen                                                 | 8 alta 12 lata                           | Invierno Perdida / Bassano |                              | La copia reducida de Teniers según Francesco Bassano salió a subasta en Christie's el 26 de enero de 2012, junto con la alegoría de la primavera. |                  |
|         |                  | 166          | Quirin Boel                                                    | 10 alta 16 lata                          | Jesús con la cruz a cuestas y la Verónica Perdido / Cariani |                              | |                  |
|         |                  | 167          | Johannes Popels                                                | 5 alta 3 lata                            | San Sebastián Palma el Viejo / Palma el Viejo | hacia 1527/1528              | Kunsthistorisches Museum | GG_2655          |
|         |                  | 168          | Johannes Popels                                                | 5 alta 3 lata                            | San Juan Bautista Palma el Viejo y taller / Palma el Viejo | hacia 1527/1528              | Kunsthistorisches Museum | GG_35            |
|         |                  | 169          | Johannes Popels                                                | 5 alta 3 lata                            | San Roque Palma el Viejo y taller / Palma el Viejo | hacia 1527/1528              | Kunsthistorisches Museum | GG_2654          |
|         |                  | 170          | Quirin Boel                                                    | 5 alta 4 lata                            | San Jerónimo Seguidor de Palma el Joven / Palma el Joven | Principios del siglo XVII    | Kunsthistorisches Museum | GG_2604          |
|         |                  | 171          | Theodor van Kessel                                             | 3 alta 2 lata                            | María Magdalena penitente Perdida / Palma el Joven |                              | Pastiche de Teniers en Courtauld Gallery | P.1978.PG.440    |
|         |                  | 172          | Jan van Troyen                                                 | 5 alta 3 lata                            | San Juan Bautista Perdido / Palma el Joven |                              | |                  |
|         |                  | 173          | Peter van Liesebetten                                          | 3 alta 2 lata                            | María Egipciaca Perdida / Palma el Joven |                              | Copia reducida de Teniers en Philadelphia Museum of Art. | Cat. 693         |
|         |                  | 174          | Remoldus Eynhoudt                                              | 8 alta 5 lata                            | Cristo resucitado Tiziano / Palma el Viejo |                              | Un óleo con la misma composición de la estampa de Eynhoudt y atribución a Tiziano, tras haberlo estado a Palma el Viejo, ingresó en 2001 en los Uffizi por compra a la antigua colección Contini-Bonacossi. No consta, sin embargo, que se trate del mismo cuadro que perteneció al archiduque Leopoldo Guillermo.                                                                                              | 10093            |
|         |                  | 175          | Jan van Troyen                                                 | 5 alta 4 lata                            | Daniel en la fosa de los leones Perdido / Palma el Joven |                              | Pastiche de Teniers en Philadelphia Museum of Art | Cat. 697         |
|         |                  | 176          | Jan van Troyen                                                 | 8 alta 6 lata                            | San Juan Bautista Perdido / Palma el Joven |                              | Pastiche de Teniers en Harewood House |                  |
|         |                  | 177          | Peter van Liesebetten                                          | 3 alta 2 lata                            | La Virgen con el Niño y san Juanito Perdido / Palma el Joven |                              | |                  |
|         |                  | 178          | Peter van Liesebetten                                          | 6 alta 8 lata                            | El fratricidio de Caín Palma el Joven / Palma el Joven | hacia 1603                   | Kunsthistorisches Museum | GG_1576          |
|         |                  | 179          | Johannes Popels                                                | 6 alta 5 lata                            | Cristo muerto sostenido por un ángel Palma el Joven / Palma el Joven | hacia 1612                   | Kunsthistorisches Museum | GG_9394          |
|         |                  | 180          | Jan van Troyen                                                 | 7 alta 5 lata                            | El Salvador Perdido / Palma el Joven |                              | |                  |
|         |                  | 181          | Lucas Vorsterman II                                            | 7 alta 6 lata                            | San Pedro Perdido / Palma el Joven |                              | |                  |
|         |                  | 182          | Lucas Vorsterman II                                            | 7 alta 6 lata                            | San Pablo Perdido / Palma el Joven |                              | |                  |
|         |                  | 183          | Jan van Troyen                                                 | 4 alta 3 lata                            | La Virgen con el Niño Perdido / Palma el Joven |                              | |                  |
|         |                  | 184          | Lucas Vorsterman II                                            | 7 alta 5 lata                            | Retrato femenino Perdido / Palma el Viejo |                              | |                  |
|         |                  | 185          | Jan van Troyen                                                 | 5 alta 4 lata                            | Retrato de mujer joven (Violante) Atribuido a Giovanni Cariani / Palma el Viejo | primera mitad del siglo XVI  | Budapest, Szépművészeti Múzeum | 84               |
|         |                  | 186          | Jan van Troyen                                                 | 7 alta 6 lata                            | Salomé con la cabeza del Bautista Palma el Joven / Palma el Joven | hacia 1599                   | Kunsthistorisches Museum | GG_39            |
|         |                  | 187          | Jan van Troyen                                                 | 6 alta 5 lata                            | Santa Perdido / Palma el Joven |                              | |                  |
|         |                  | 188          | Quirin Boel                                                    | 8 alta 5 lata                            | La resurrección de Lázaro Perdido / Palma el Viejo |                              | |                  |
|         |                  | 189          | Nikolaus van Hoy (dibujo) y Jan van Ossenbeeck (grabado)       | 13 alta 14 1/2 lata                      | Diana da muerte a los hijos de Niobe Perdido / Palma el Viejo |                              | |                  |
|         |                  | 190          | Jan van Troyen                                                 | 4 alta 3 lata                            | Retrato de hombre con bonete Perdido / Palma el Viejo |                              | Pastiche de Teniers en colección privada |                  |
|         |                  | 191          | Lucas Vorsterman II                                            | 5 alta 3 lata                            | Francisco María I della Rovere Atribuido a Giorgione / Palma el Viejo | hacia 1502                   | Kunsthistorisches Museum | GG_10            |
|         |                  | 192          | Lucas Vorsterman II                                            | 4 alta 3 lata                            | Un ángel Perdido / Palma el Viejo |                              | |                  |
|         |                  | 193          | Lucas Vorsterman II                                            | 4 alta 3 lata                            | Un ángel Perdido / Palma el Viejo |                              | |                  |
|         |                  | 194          | Lucas Vorsterman II                                            | 4 alta 3 lata                            | Violante Tiziano / Palma el Viejo | hacia 1510/1515              | Kunsthistorisches Museum | GG_65            |
|         |                  | 195          | Lucas Vorsterman II                                            | 4 alta 3 lata                            | Mujer joven con vestido azul Palma el Viejo / Palma el Viejo | hacia 1512/1514              | Kunsthistorisches Museum | GG_83            |
|         |                  | 196          | Lucas Vorsterman II                                            | 4 alta 5 lata                            | Mujer joven con vestido verde y un tarro en la mano. (La Magdalena) Palma el Viejo / Palma el Viejo | hacia 1512/1514              | Kunsthistorisches Museum | GG_66            |
|         |                  | 197          | Jan van Troyen                                                 | 5 alta 4 lata                            | Pomona Perdido / Palma el Joven |                              | Copia reducida de Teniers en Philadelphia Museum of Art | Cat. 694         |
|         |                  | 198          | Remoldus Eynhoudt                                              | 3 alta 4 lata                            | Cristo muerto llorado por ángeles Círculo de Palma el Joven / Palma el Joven | primer cuarto del siglo XVII | Kunsthistorisches Museum | GG_1546          |
|         |                  | 199          | Johannes Popels                                                | 3 alta 5 lata                            | La Virgen amamantando al Niño, santa Catalina y san Juan Bautista Perdido / Palma el Joven |                              | |                  |
|         |                  | 200          | Peter van Liesebetten                                          | 4 alta 6 lata                            | Apolo y Marsias Perdido / Palma el Joven |                              | Pastiche de Teniers en colección privada |                  |
|         |                  | 201          | Theodor van Kessel                                             | 4 alta 6 lata                            | El juicio de Midas Perdido / Palma el Joven |                              | |                  |
|         |                  | 202          | Peter van Liesebetten                                          | 8 alta 6 lata                            | Caín y Abel Perdido / Palma el Joven |                              | Copia reducida de Teniers vendida en Sotheby's de Nueva York el 30 de enero de 1997. |                  |
|         |                  | 203          | Peter van Liesebetten                                          | 12 alta 8 lata                           | La Virgen con el Niño, san Jerónimo, santa Úrsula y compañeras mártires Perdido / Palma el Viejo |                              | |                  |
|         |                  | 204          | Peter van Liesebetten                                          | 6 alta 9 lata                            | Lamentación sobre el cuerpo de Cristo muerto Taller de Palma el Joven / Palma el Joven | Principios del siglo XVII    | Kunsthistorisches Museum | GG_2             |
|         |                  | 205          | Jan van Troyen                                                 | 6 alta 7 lata                            | La sagrada familia con san Juanito y la Magdalena Palma el Viejo / Palma el Viejo | hacia 1520/1525              | Uffizi | 950              |
|         |                  | 206          | Peter van Liesebetten                                          | 8 alta 12 lata                           | La Virgen con el Niño y santos Catalina, Celestino, Bárbara y Juan el Bautista Palma el Viejo / Palma el Viejo                                                                                                | hacia 1520/1522              | Kunsthistorisches Museum | GG_60            |
|         |                  | 207          | Quirin Boel                                                    | 6 alta 9 lata                            | El baño de las ninfas (Diana y Calisto) Palma el Viejo / Palma el Viejo | hacia 1525/1528              | Kunsthistorisches Museum | GG_6803          |
|         |                  | 208          | Peter van Liesebetten                                          | 20 alta 10 lata                          | Visitación Palma el Viejo / Palma el Viejo | hacia 1520/1522              | Kunsthistorisches Museum | GG_56            |
|         |                  | 209          | Peter van Liesebetten                                          | 6 alta 4 lata                            | Adán y Eva Perdido / Paris Bordone |                              | |                  |
|         |                  | 210          | Theodor van Kessel                                             | 4 alta 7 lata                            | La sagrada familia en un paisaje con san Juan Bautista Perdida / Paris Bordone |                              | Una versión con algunas diferencias de esta composición, que había sido de la colección formada en Génova por Gian Vincenzo Imperiale en su Palazzo di Campetto, pasando luego sucesivamente por las colecciones de Cristina de Suecia, el cardenal Decio Azzolino, el príncipe Livio Odescalchi y Felipe II de Orleans, se vendió en Christie's el 6 de julio de 2006 con la misma atribución a Paris Bordone. |                  |
|         |                  | 211          | Peter van Liesebetten                                          | 5 alta 7 lata                            | Venus y Cupido Perdida / Paris Bordone |                              | Destruida en los bombardeos del Reichskanzelei de Berlín al término de la Segunda Guerra Mundial, es uno de los cuadros que figuran en la galería del museo del Prado. La composición, típica del Renacimiento, es una réplica con variantes del original conservado en el Museo Nacional de Varsovia. |                  |
|         |                  | 212          | Peter van Liesebetten                                          | 5 alta 6 lata                            | Venus y Adonis Paris Bordone / Paris Bordone | hacia 1560                   | Kunsthistorisches Museum | GG_17            |
|         |                  | 213          | Nikolaus van Hoy (dibujo) y Jan van Ossenbeeck (grabado)       | 4 alta 5 lata                            | La huida a Egipto Domenico Fetti / Domenico Fetti | hacia 1622/1623              | Kunsthistorisches Museum | GG_155           |
|         |                  | 214          | Quirin Boel                                                    | 3 alta 4 lata                            | Tobit y el israelita muerto Perdida / Domenico Fetti |                              | Pastiche de Teniers en Courtauld Gallery | P.1978.PG.434    |
|         |                  | 215          | Quirin Boel                                                    | 3 alta 4 lata                            | Ciego guiando a otros ciegos (Mateo 15, 14) Domenico Fetti / Domenico Fetti | hacia 1620                   | Staatliche Kunstsammlungen Dresden | 422              |
|         |                  | 216          | Quirin Boel                                                    | 2 alta 4 lata                            | Tobit enterrando al israelita muerto Perdido / Domenico Fetti |                              | Copia reducida de Teniers en colección privada |                  |
|         |                  | 217          | Theodor van Kessel                                             | 3 alta 5 lata                            | Hero y Leandro Domenico Fetti / Domenico Fetti | hacia 1621/1622              | Kunsthistorisches Museum | GG_160           |
|         |                  | 218          | Nikolaus van Hoy (dibujo y grabado)                            | 4 1/2 alta 9 lata                        | La Piedad Perdida / Domenico Fetti |                              | |                  |
|         |                  | 219          | Quirin Boel                                                    | 3 alta 5 lata                            | Perseo liberando a Andrómeda Domenico Fetti / Domenico Fetti | hacia 1622/1623              | Kunsthistorisches Museum | GG_7722          |
|         |                  | 220          | Quirin Boel                                                    | 3 alta 5 lata                            | Polifemo y Galatea Domenico Fetti / Domenico Fetti | hacia 1621/1622              | Kunsthistorisches Museum | GG_172           |
|         |                  | 221          | Quirin Boel                                                    | 5 alta 3 lata                            | Santa Juliana de Nicomedia victoriosa sobre el diablo Según Domenico Fetti / Domenico Fetti | siglo XVII                   | Kunsthistorisches Museum | GG_1614          |
|         |                  | 222          | Peter van Liesebetten                                          | 14 alta 8 lata                           | Desposorios místicos de santa Catalina con santos Domingo de Guzmán y Pedro Mártir Domenico Fetti / Domenico Fetti                                                                                            | hacia 1617/1621              | Kunsthistorisches Museum | GG_167           |
|         |                  | 223          | Lucas Vorsterman II                                            | 6 alta 5 lata                            | Guerrero Pietro della Vecchia / Pietro della Vecchia | hacia 1640                   | Kunsthistorisches Museum | GG_70            |
|         |                  | 224          | Lucas Vorsterman II                                            | 6 alta 5 lata                            | Retrato de dama con niño Perdido o no identificado / Pietro della Vecchia |                              | Copia de una pintura original de Paris Bordone conservada en el Museo del Ermitage, en el Teatro Olímpico de Vicenza se guarda una copia atribuida como en la estampa de Vorsterman a Pietro della Vecchia, que pudiera ser la pieza de la colección archiducal. | ГЭ-70            |
|         |                  | 225          | Lucas Vorsterman II                                            | 4 alta 3 lata                            | David joven Guido Reni / Guido Reni | hacia 1620                   | Kunsthistorisches Museum | GG_244           |
|         |                  | 226          | Lucas Vorsterman II                                            | 4 alta 3 lata                            | San Pedro en lágrimas Guido Reni / Guido Reni | hacia 1637                   | Kunsthistorisches Museum | GG_243           |
|         |                  | 227          | Theodor van Kessel                                             | 4 alta 5 lata                            | Susana y los viejos Perdida / Guido Reni |                              | Pastiche de Teniers en colección privada |                  |
|         |                  | 228          | Nikolaus van Hoy (dibujo) y Franciscus van der Steen (grabado) | 6 1/2 alta 5 1/2 lata                    | La Virgen con el Niño Fra Bartolomeo / El frate | hacia 1514/1516              | Kunsthistorisches Museum | GG_195           |
|         |                  | 229          | Lucas Vorsterman II                                            | 4 alta 3 lata                            | Retrato de mujer Perdido / Bronzino |                              | |                  |
|         |                  | 230          | Jan van Troyen                                                 | 5 alta 4 lata                            | El orador Giovan Pietro Maffeis (?) Giovanni Battista Moroni / Jan van Kalkar | hacia 1560/1565              | Kunsthistorisches Museum | GG_88            |
|         |                  | 231          | Nikolaus van Hoy (dibujo) y Franciscus van der Steen (grabado) | 4 1/2 alta 4 lata                        | Santa María Magdalena penitente Guido Reni / Guido Reni | hacia 1635/1640              | Kunsthistorisches Museum | GG_245           |
|         |                  | 232          | Quirin Boel                                                    | 4 alta 5 lata                            | San Jerónimo Dosso Dossi / Dosso Dossi | hacia 1520                   | Kunsthistorisches Museum | GG_263           |
|         |                  | 233          | Peter van Liesebetten                                          | 6 alta 9 lata                            | Susana y los viejos Perdida o no identificada / Guido Reni |                              | Se conocen varias copias de lo que se presume un original de Reni pintado hacia 1621, entre ellas una conservada en la National Gallery de Londres, donde ingresó en 1841 procedente del palacio Falconieri de Roma. Otras en el depósito de los Uffizi, el Landesmuseum de Hannover y diversas colecciones privadas.                                                                                           | NG196            |
|         |                  | 234          | Peter van Liesebetten                                          | 7 alta 10 lata                           | El prendimiento de Jesús Bartolomeo Manfredi / Bartolomeo Manfredi | hacia 1613/1618              | Tokio, Museo Nacional de Arte Occidental |                  |
|         |                  | 235          | Nikolaus van Hoy (dibujo) y Franciscus van der Steen (grabado) | 7 alta 10 lata                           | Soldados jugando a las cartas Localización incierta / Bartolomeo Manfredi |                              | Un lienzo con la composición de la estampa guardan los Uffizi de Florencia pero la información sobre su procedencia no va más allá de finales del siglo XIX, cuando se encontraba en el Museo del Cenacolo di Andrea del Sarto, en el antiguo monasterio de San Michele a Salvi. | 6609             |
|         |                  | 236          | Jan van Troyen                                                 | 8 alta 10 lata                           | La asunción de santa Catalina de Alejandría Giovanni Baglione / Giovanni Baglione |                              | Colección privada (?) El pastiche de Teniers en el musée de Brou, en Bourg-en-Bresse. |                  |
|         |                  | 237          | Nikolaus van Hoy (dibujo) y Franciscus van der Steen (grabado) | 7 1/2 alta 13 lata                       | Cristo y la mujer adúltera Alessandro Varotari, Padovanino / Alessandro Varotari (Padovanino) | Primera mitad del siglo XVII | Kunsthistorisches Museum | GG_75            |
|         |                  | 238          | Jan van Troyen                                                 | 5 alta 4 lata                            | Ecce Homo Perdido / Alessandro Varotari (Padovanino) |                              | Copia reducida de Teniers en Courtauld Gallery | P.1978.PG.442    |
|         |                  | 239          | Jan van Troyen                                                 | 5 alta 3 lata                            | Dolorosa Perdido / Alessandro Varotari (Padovanino) |                              | |                  |
|         |                  | 240          | Peter van Liesebetten                                          | 10 alta 6 lata                           | Moisés con las tablas de la ley Valentin de Boulogne / Valentin de Boulogne | hacia 1628                   | Kunsthistorisches Museum | GG_163           |
|         |                  | 241          | Jan van Troyen                                                 | 10 alta 7 lata                           | Marta reprende a su hermana María Magdalena por su vanidad Francesco Lupicini / Francesco Lupicini | hacia 1625/1630              | Kunsthistorisches Museum | GG_364           |
|         |                  | 242          | Lucas Vorsterman II                                            | 5 alta 4 lata                            | Retrato de un hombre con un libro Vincenzo Catena / Vincenzo Catena | hacia 1520                   | Kunsthistorisches Museum | GG_87            |
|         |                  | 243          | Jan van Troyen                                                 | 7 alta 6 lata                            | Lamentación sobre el cuerpo de Cristo con san Francisco y santa Clara Perdido / Lorenzo Lotto |                              | Modello de Teniers en el Louvre | MI 1004          |
|         |                  | 244          | Jan van Troyen                                                 | 4 alta 7 lata                            | Lamentación sobre el cuerpo de Cristo muerto Giovanni Girolamo Savoldo / Lorenzo Lotto | hacia 1513/1520              | Kunsthistorisches Museum | GG_1619          |
|         |                  | 245          | Nikolaus van Hoy (dibujo) y Franciscus van der Steen (grabado) |                                          | Vista de la galería del archiduque Leopoldo Guillermo en su palacio de Stallburg, Viena |                              | |                  |
|         |                  | 246          | Lucas Vorsterman II                                            |                                          | Retrato de David Teniers el Joven por pintura de Pieter Thijs, Múnich, Alte Pinakothek. | hacia 1659                   | |                  |